# Beck-Ola
Beck-Ola — второй студийный альбом британского гитариста Джеффа Бека и первый альбом созданной им группы The Jeff Beck Group, выпущенный в июне 1969 года лейблом EMI Columbia в Великобритании и Epic Records в США. В оформлении обложки использована картина  «La Chambre d'Écoute» художника-сюрреалиста Рене Магритта. 
Альбом достиг 15-го в Billboard Top LP’s и 39-го в UK Albums Chart. Ремастирован и переиздан в 2004 году с добавлением четырёх бонус-треков.

## Об альбоме
После выпуска предыдущего альбома Truth в конце 1968 года барабанщик Мики Уоллер был заменён Тони Ньюманом, поскольку Джефф Бек хотел изменить стиль музыки в более тяжёлом направлении и считал Уоллера более тонким барабанщиком в стиле Motown. Кроме того, в группу на постоянной основе был приглашён пианист Ник Хопкинс, который ранее принимал участие в записи Truth.
Запись альбома проходила в течение шести дней в апреле 1969 годаː 3, 6, 8, 10, 11 и 19 апреля. Первая сторона содержит песни «All Shook Up» и «Jailhouse Rock» — переработанные стандарты Элвиса Пресли, инструментальную композицию «Girl from Mill Valley», написанную Ники Хопкинсом, и композицию «Spanish Boots», написанную Беком, Вудом и Стюартом. Вторая сторона состоит из трёх композиций, написанных участниками группы.
Этот альбом оказался последним, в записи которого участвовали Род Стюарт и Ронни Вуд — вскоре после выхода Beck-Ola и последовавшего за этим концертного тура они ушли в группу The Faces. После этого состав The Jeff Beck Group полностью изменилсяː из неё ушли все прежние музыканты, и вместо них Бек принял новых. В частности, новым ударником группы стал Кози Пауэлл, а место Рода Стюарта занял Бобби Тенч. Изменился также и музыкальный стиль группы.
По словам музыкального критика AllMusic, «Beck-Ola легко мог стать альбомом, который сделал бы группу Джеффа Бека равной другим тяжёлым группам того времени. К сожалению, произошла череда несчастий. Бек отменил запланированное выступление на Вудстоке, он попал в автомобильную аварию, из-за которой он прекратил работу более чем на год, а Стюарт и басист Рон Вуд сбежали, чтобы присоединиться к Faces, уничтожив группу. Тем не менее Beck-Ola является ярким примером британского блюз-рока конца 60-х и одной из лучших пластинок Бека».

## Список композиций
| №  | Название                | Автор(ы)                         | Длительность |
| -- | ----------------------- | -------------------------------- | ------------ |
| 1. | «All Shook Up»          | Отис Блэквелл, Элвис Пресли      | 4:52         |
| 2. | «Spanish Boots»         | Ронни Вуд, Джефф Бек, Род Стюарт | 3:34         |
| 3. | «Girl from Mill Valley» | Ники Хопкинс                     | 3:49         |
| 4. | «Jailhouse Rock»        | Джерри Либер, Майк Столлер       | 3:12         |

| №  | Название                        | Автор(ы)                                                    | Длительность |
| -- | ------------------------------- | ----------------------------------------------------------- | ------------ |
| 1. | «Plynth (Water Down the Drain)» | Ники Хопкинс, Ронни Вуд, Род Стюарт                         | 3:06         |
| 2. | «The Hangman’s Knee»            | Тони Ньюмен, Джефф Бек, Ники Хопкинс, Род Стюарт, Ронни Вуд | 4:48         |
| 3. | «Rice Pudding»                  | Ники Хопкинс, Ронни Вуд, Джефф Бек, Тони Ньюмен             | 7:22         |

| №  | Название                         | Автор(ы)                    | Длительность |
| -- | -------------------------------- | --------------------------- | ------------ |
| 1. | «Sweet Little Angel»             | Би Би Кинг                  | 7:57         |
| 2. | «Throw Down a Line»              | Хэнк Марвин                 | 2:54         |
| 3. | «All Shook Up» (ранняя версия)   | Отис Блэквелл, Элвис Пресли | 3:18         |
| 4. | «Jailhouse Rock» (ранняя версия) | Джерри Либер, Майк Столлер  | 3:08         |

## Участники записи
Список составлен по сведениям базы данных Discogs.

| The Jeff Beck Groupː - Джефф Бек — гитара, бэк-вокал (в песне «Throw Down a Line») - Род Стюарт — вокал - Ники Хопкинс — клавишные - Ронни Вуд — бас-гитара - Тони Ньюмен — ударные | Приглашённые музыканты: - Мики Уоллер — ударные (в песне «Sweet Little Angel») Технический персонал: - Микки Мост — продюсер - Мартин Бёрч — звукорежиссёр - Рене Магритт — художник |

## Позиции в хит-парадах и сертификации
| Год  | Хит-парад                        | Высшая позиция | Пребывание в чарте |
| ---- | -------------------------------- | -------------- | ------------------ |
| 1969 | Великобритания (UK Albums Chart) | 39             | 1 неделя           |
| 1969 | Канада (RPM Albums Chart)        | 19             | 9 недель           |
| 1969 | США (Billboard Top LP’s)         | 15             | 21 неделя          |

| Регион                                                      | Сертификация | Продажи  |
| ----------------------------------------------------------- | ------------ | -------- |
| США (RIAA)                                                  | Золотой      | 500 000^ |
| ^ Данные о тиражах приведены только на основе сертификации. |              |          |